# Sap-res
Sap-res o Sap-qema (L'escut del sud) fou el nom del nomós IV del Baix Egipte. Estava situat entre dos braços del delta del Nil, un de central i el més occidental, que el separava dels nomós de Khensu (Letòpolis) i Ament (Líbia). Un braç del riu unia les dues branques i el separava al nord-est de Sap-meh, que tenia com a capital Sais (només un quants km. separaven l'extrem nord del nomós d'aquesta ciutat) i al nord-oest de Wa-imnty, capital Hermòpolis Parva o Metelis. El nom grec de la capital no es coneix amb seguretat; Djeka era el centre del culte a Neith i Sapi-Res el de Sobek, que foren els déus principals. El nom egipci de la capital fou a l'Imperi mitjà Ptkheka (correspon a la moderna Tantā). A la llista de Seti I no se l'esmenta. Al papir d'Abidos s'esmenten Aq i Ka; aquest darrer nom és probablement derivat del nom religiós Hat-ka-ne-Ra, però podria ser també el nom del riu del nomós de Sais; Aq és situada a la part del nomós i podria correspondre a Phthemphu o Taoua. Estrabó dona la ciutat de Prosopis; Plini les de Phthemphu i Prosopis; i Claudi Ptolemeu les de Taoua i Nikiu. Prosopis es creu que era pocs quilòmetres al sud de Sais.